# Bart Halewyck
Bart Halewyck (Gistel, 26 juli 1962) is een Belgische politicus voor CD&V.

## Biografie
Halewyck studeerde rechten aan de Universiteit van Gent. Vanaf 1987 werkte hij als zelfstandig verzekeringsagent voor ABB Verzekeringen, later KBC.
In 1985 deed hij zijn legerdienst op het kabinet van eerste minister Wilfried Martens. Zo kreeg hij kennis van de wachtwoorden die ministers gebruikten voor het zogenaamde Bistel-systeem (Belgian Information System by Telephone), een softwaresysteem dat de overheid ontwikkelde voor elektronische informatie-uitwisseling over telefoon. Nadat hij het kabinet had verlaten, speelde hij de wachtwoorden echter door aan de Gistelse restauranthouder en mede-computerfanaat Panckoucke, en zij stelden vast dat ze na twee jaar met dezelfde wachtwoorden nog in het systeem konden en de correspondentie van de ministers konden raadplegen.
Halewyck werd in Gistel actief in de gemeentepolitiek en was er bij de verkiezingen van 1988 lijsttrekker voor CVP. Hij werd verkozen en werd in 1989 schepen. De krant De Standaard had echter op 21 oktober 1988 bekendgemaakt dat er was ingebroken in het Bistel-systeem. Er ontstond ophef, Halewyck maakte zijn betrokkenheid bekend en er kwam een rechtszaak. Omwille van deze Bristel-affaire nam Halewyck in november 1990 dan zelf ontslag als schepen, hoewel hij later werd vrijgesproken voor de zaak.
Na de verkiezing van 1994 werd hij weer gemeenteraadslid, maar na de verkiezingen van 2000 werd hij niet verkozen. In oktober 2004 werd hij OCMW-raadslid. Bij de verkiezingen van 2006 werd hij weer lijsttrekker voor de CD&V. Na de verkiezingen vormde de CD&V een coalitie met sp.a en N-VA en zo werden de liberalen met burgemeester Roland Defreyne naar de oppositie verwezen. Bart Halewyck werd in 2007 de nieuwe burgemeester.
Bij de gemeenteraadsverkiezingen van 2018 werd Halewyck naar de oppositiebanken verwezen. Niet Roland maar zoon Gauthier Defreyne legde de burgemeestersjerp opnieuw in het kamp van Open VLD.